# Кэри, Дэнни
Дэниел Эдвин Кэри (англ. Daniel Edwin Carey, род. 10 мая 1961 года) — американский музыкант и автор песен, наиболее известный как барабанщик метал-группы Tool. Помимо этого сотрудничал со многими другими исполнителями, такими как Pigface, Skinny Puppy, Эдриан Белью, Zaum, Green Jellö, Кэрол Кинг, Collide, Meat Puppets и Melvins.
Журнал Rolling Stone поставил его на 26-е место в списке 100 лучших барабанщиков всех времён; кроме того, музыканта неоднократно включали в аналогичные списки другие издания.

## Биография
Дэнни Кэри родился в Лоренсе, штат Канзас. Первое его знакомство с барабанами состоялось в возрасте десяти лет, когда он присоединился к школьной группе и брал частные уроки игры на малом барабане. Два года спустя Кэри начал заниматься на ударной установке. В старшем классе средней школы в Паоле, штат Канзас, Кэри присоединился к школьному джаз-бэнду. Позже джаз сыграл огромную роль в его стиле игры в рок-коллективах. По мере того, как Кэри учился в средней школе, а затем в Миссурийском университете в Канзас-Сити, он начал расширять свои теоретические исследования перкуссии, изучая принципы геометрии, науки и метафизики, а также углубляясь в оккультизм.
После колледжа друг и товарищ по группе убедили Кэри уехать из Канзаса в Портленд, штат Орегон, где он недолго играл в различных группах, прежде чем переехать в Лос-Анджелес, где он смог выступать в качестве студийного барабанщика с Кэрол Кинг и выступать вживую с Pigmy Love Circus. Он также играл в Green Jellö под именем Дэнни Длинноногий (англ. Danny Longlegs) и записал альбом Cereal Killer. Позже он пришёл в группу Tool после того, как познакомился с вокалистом Мейнардом Джеймсом Кинаном и гитаристом Адамом Джонсом и практиковался с ними вместо барабанщиков, которых они приглашали в группу на постоянную основу, но которые никогда не соглашались. Впоследствии Кэри присоединился к коллективу на постоянной основе. Помимо Tool, Кэри также находит время для других проектов, таких как Legend of the Seagullmen, Pigmy Love Circus, Volto!, и Zaum.
На стиль Кэри повлияли Билли Кобэм, Ленни Уайт, Нил Пирт, Тони Уильямс, Джон Бонэм и Тим Александер.

## Оборудование
Дэнни Кэри пользуется своими именными барабанными палочками с деревянным наконечником производства Vic Firth. Ранее он был эндорсером модели Trueline Drumsticks (теперь называющейся Tribal Assault от Trueline). Кэри также использует барабаны Sonor, тарелки Paiste, пластики Evans Drumhead, Hammerax, различную электронную перкуссию и аппаратуру Korg и Roland, а также пэды Synesthesia Mandala Drums, разработанные самим Кэри совместно с Винсом ДеФранко.
В конце 90-х Paiste и Джефф Очелтри (известный как барабанный техник Билли Кобэма, Ленни Уайта, Джона Бонэма и др.) объединились с целью разработать ударную установку из ранее утилизированных тарелок Paiste Signature путем их перековки. Конечным продуктом стал комплект барабанов из литой бронзы. Дэнни Кэри использовал эту установку во время турне Lateralus 2002 года и в течение нескольких лет на мастер-классах. Всего было создано три таких комплекта. Два из них принадлежат Дэнни Кэри и Карлу Палмеру, а третий находится в штаб-квартире Paiste в Швейцарии.
На зимнем NAMM Show 2009 года Sonor представили фирменный 14x8-дюймовый малый барабан Дэнни Кэри из бронзы толщиной 1 мм с выгравированными лазером символами талисмана и его подписью, выгравированной вокруг вентиляционного отверстия.
В 2016 году Paiste выпустила фирменный райд Дэнни Кэри под названием «Dry Heavy Ride — Monad», основанный на снятой с производства модели, который Кэри всегда использовал, будучи эндорсером Paiste. Тарелка имеет фиолетовый цвет и напечатанные на ней сигилы. Райд назван «Monad», потому что основной напечатанный сигил — иероглифическая монада Джона Ди.

## Техника игры
Стиль игры Кэри отличается разнообразием его звука и динамики из-за многих лет изучения джазовой музыки, его технических способностей, частого использования нечетных тактовых размеров, полиритмов и полиметрии. Он заявлял, что играет ногами так же эффективно, как и руками: он отрабатывает рудименты и даже соло на малом барабане ногами, чтобы улучшить свою игру двойной бас-бочкой, контроль хай-хэта и независимость ног.
В поисках новых техник Кэри изучал таблу с Алоке Даттой, которую можно услышать на концертной версии песни «Pushit» с бокс-сета Salival. Табла также особенно заметна на таких треках, как «Disposition» (Lateralus) или «Right in Two» (10,000 Days), для которых Кэри сам записал партии таблы в студии. Табла (и другие ударные инструменты), используемые в музыке Tool, воспроизводятся вживую с помощью пэдов Mandala (на самом деле пэды также используются при записи в студии, ярким примером является табла-соло в «Right in Two» (из 10,000 Days).
Он также заявил, что когда он играет под нечетный размер, он пытается поймать «ощущение» песни и установить общий «внутренний пульс» для данного размера, вместо того, чтобы просчитывать его по долям.
Кэри посвящены статьи во многих журналах о барабанах и музыке.